# اچ‌ام‌اس دورکینگ (۱۹۱۸)
اچ‌ام‌اس دورکینگ (۱۹۱۸) (به انگلیسی: HMS Dorking (1918)) یک کشتی بود که طول آن ۲۳۱ فوت (۷۰ متر) بود. این کشتی در سال ۱۹۱۸ ساخته شد.